# آنا موشکفا
آنا موشکفا (انگلیسی: Anna Moskwa؛ زادهٔ ۲۷ مهٔ ۱۹۷۹) در زاموشچ، لهستان) سیاستمدار لهستانی است که از ۲۰۲۱٫۱ در دولت دوم ماتئوش موراویه‌تسکی به‌عنوان وزیر اقلیم و محیط زیست فعالیت می‌کند. او دومین فردی است که این سمت را بر عهده داشته است و پس از میشال کوریتکا، وزیر افتتاحیه این وزارتخانه، منصوب شد. موسکوا پیش‌تر معاون وزیر در وزارت اقتصاد دریایی و کشتیرانی داخلی بوده است.

## زندگی و تحصیلات
آنا موسکوا در ۱۹۷۹٫۰۵ در زاموشچ، لهستان متولد شد. او از Jan Zamoyski High School فارغ‌التحصیل شد و در سال ۱۹۹۶ برندهٔ المپیاد دانش دینی، یکی از المپیادهای علمی مدارس ملی، گردید.
موسکوا بعدها از دانشگاه کاتولیک جان پل دوم لوبلین در رشته جامعه‌شناسی و از دانشگاه ماریا کوری-اسکودوفسکا در رشته روابط بین‌الملل فارغ‌التحصیل شد. او همچنین تحصیلات تکمیلی خود را در دانشگاه ورشو در رشته مدیریت بنگاه‌های اقتصادی ادامه داد. علاوه بر این، او دارای مدرک کارشناسی ارشد مدیریت کسب‌وکار/بازرگانی از دانشگاه لازارسکی است.

## فعالیت حرفه‌ای
در زمان انتصاب به‌عنوان وزیر اقلیم و محیط زیست، موسکوا به‌عنوان مدیر اجرایی در اورلن، یک پالایشگاه نفت لهستانی، فعالیت داشت و هدایت پروژه‌های نیروگاه بادی دریایی این شرکت را بر عهده داشت.
در جریان حمله روسیه به اوکراین، موسکوا خواستار اعمال فوری تحریم‌ها علیه نفت و گاز روسیه شد و اعلام کرد که لهستان مایل است برای توقف واردات نفت روسیه توسط اتحادیه اروپا یک ضرب‌الاجل مشخص تعیین کند. او همچنین اظهار داشت که این اتحادیه باید طرف‌هایی را که برای خرید گاز روسیه از روبل روسیه استفاده می‌کنند، مجازات کند و لهستان آماده کمک به آلمان برای متوقف کردن مصرف نفت روسیه است.
همچنین در دوره وزارت موسکوا، لهستان در سال ۲۰۲۳ علیه آلمان شکایتی به کمیسیون اروپا ارائه کرد و این کشور را به دلیل عدم حذف زباله‌های غیرقانونی منتقل‌شده از آلمان به لهستان و ذخیره‌شده در آنجا مورد انتقاد قرار داد.

## زندگی شخصی
موسکوا به زبان‌های انگلیسی، فرانسوی و اسپانیایی مسلط است.